# Jay Dasilva
Jay Rhys Dasilva (Luton, Inglaterra, 22 de abril de 1998), más conocido como Jay Dasilva, es un futbolista británico que juega como defensa y su equipo es el Coventry City F. C. de la Football League Championship de Inglaterra.

## Trayectoria
Debutó como profesional el 16 de julio de 2014, el técnico José Mourinho lo mandó al campo al minuto para que comience el segundo tiempo en un partido amistoso contra Wycombe Wanderers, a los 3 minutos de estar en cancha, le brindó una asistencia a Isaiah Brown y la transformó en gol, finalmente ganaron 5 a 0. Jay jugó su primer partido con 16 años y 85 días. El 19 de julio nuevamente jugó el segundo tiempo, esta vez contra AFC Wimbledon, ganaron 3 a 2. En ambos partidos amistosos utilizó el dorsal número 5. Finalmente Mou no lo incluyó en el plantel para la temporada 2014/15.
Luego de haber ganado la Champions League Juvenil tuvo una nueva oportunidad, cerca de un año después, jugó contra un combinado de jugadores de Tailandia el 30 de mayo de 2015, ingresó en el segundo tiempo con la camiseta número 38 y ganaron 1 a 0. Finalmente Jay firmó contrato con Chelsea en julio por 3 temporadas hasta 2018.

### Participaciones en categorías inferiores
| Competición                     | Sede  | Resultado        | Partidos | Goles |
| ------------------------------- | ----- | ---------------- | -------- | ----- |
| Liga Juvenil de la UEFA 2013-14 | Suiza | Cuartos de final | 1        | 0     |
| Liga Juvenil de la UEFA 2014-15 | Suiza | Campeón          | 9        | 0     |
| Liga Juvenil de la UEFA 2015-16 | Suiza | Campeón          | 7        | 1     |

## Selección nacional
Ha sido internacional con la selección de Inglaterra en las categorías sub-16 y sub-17.
Fue convocado para disputar la ronda clasificatoria del Campeonato Europeo Sub-17 de la UEFA 2015, Inglaterra quedó en el grupo 4 con Chipre, Francia y Macedonia.
Debutó en la competición oficial el 25 de octubre de 2014 contra Chipre, fue titular y ganaron 3 a 0. Dos días después se enfrentaron a Macedonia, pero no tuvo minutos. El 30 de octubre jugaron el último partido del grupo contra Francia, Jay anotó su primer gol con la selección, ganaron 3 a 1 y clasificaron a la siguiente ronda.
Fue convocado para defender a Inglaterra en la Ronda Élite, quedaron en el grupo 6 con Eslovenia, Noruega y Rumania. Primero jugaron contra Noruega, estuvo en el banco de suplentes sin ingresar y ganaron 3 a 1. El 23 de marzo de 2015 jugó de titular contra Eslovenia y ganaron 3 a 1. El último partido fue el 26 de marzo, ingresó para jugar el segundo tiempo contra Rumania y ganaron 2 a 1. Clasificaron como primeros a la fase final del Campeonato Europeo Sub-17.
El entrenador John Peacock convocó a Dasilva para jugar la fase final del campeonato en Bulgaria. Inglaterra quedó en el grupo D con Irlanda, Italia y Países Bajos.
Su primer rival fue Italia, el 7 de mayo se enfrentaron, fue titular y ganaron 1 a 0. El 10 de mayo jugaron contra Países Bajos, fue titular en un partido parejo que terminó 1 a 1. La fase de grupos terminó el 13 de mayo contra Irlanda, nuevamente fue titular y ganaron 1 a 0.
En cuartos de final, quedaron emparejados con Rusia y se enfrentaron el 16 de mayo, al minuto 23 cobraron un penal a favor de Inglaterra, lo ejecutó su compañero Holland y el arquero lo atajó, minutos después los rusos anotaron un gol de cabeza, que resultó decisivo ya que los ingleses quedaron eliminados al perder 1 a 0, Jay jugó los 80 minutos.
El 19 de mayo jugaron un partido contra España por el quinto puesto y un lugar al Mundial de la categoría, empataron sin goles en tiempo reglamentario, fueron a penales y ganaron 5 a 3.
Inglaterra clasificó a la Copa Mundial de Fútbol Sub-17 de 2015 que se realizó en Chile.
Fue confirmado por el técnico Neil Dewsnip en la plantilla para la Copa Mundial sub-17.
Debutó a nivel mundial el 17 de octubre de 2015, jugó como titular con el dorsal número 3 contra Guinea y empataron 1 a 1. Su segundo partido fue el 20 de octubre contra Brasil, estuvo los 90 minutos en cancha pero perdieron 1 a 0. El último partido de la fase de grupos se jugó el 23 de octubre, su rival fue Corea del Sur, fue titular pero empataron sin goles. Inglaterra quedó eliminada del mundial, con 2 puntos fue el peor tercero de la competición.

### Participaciones en categorías inferiores
| Competición                                                                | Sede       | Resultado      | Partidos | Goles |
| -------------------------------------------------------------------------- | ---------- | -------------- | -------- | ----- |
| Ronda de clasificación para el Campeonato de Europa Sub-17 de la UEFA 2015 | Chipre     | Clasificó      | 2        | 1     |
| Ronda Élite para el Campeonato de Europa Sub-17 de la UEFA 2015            | Inglaterra | Clasificó      | 2        | 0     |
| Campeonato de Europa Sub-17 de la UEFA 2015                                | Bulgaria   | Quinto puesto  | 5        | 0     |
| Copa Mundial Sub-17 de 2015                                                | Chile      | Fase de grupos | 3        | 0     |

## Palmarés

### Títulos nacionales
| Título          | Equipo               | País       | Año     |
| --------------- | -------------------- | ---------- | ------- |
| Copa FA Juvenil | Chelsea F. C. sub-18 | Inglaterra | 2013-14 |
| Copa FA Juvenil | Chelsea F. C. sub-18 | Inglaterra | 2014-15 |
| Copa FA Juvenil | Chelsea F. C. sub-18 | Inglaterra | 2015-16 |

### Títulos internacionales
| Título                  | Equipo        | Sede  | Año     |
| ----------------------- | ------------- | ----- | ------- |
| Liga Juvenil de la UEFA | Chelsea F. C. | Suiza | 2014-15 |
| Liga Juvenil de la UEFA | Chelsea F. C. | Suiza | 2015-16 |